# 新野アコヤ
新野 アコヤ（しんの アコヤ、1986年5月24日 - ）は、東京都出身の女優。宝井プロジェクト所属。劇団電動夏子安置システム劇団員。

## 人物
日本映画学校俳優科卒。
身長155cm。体重54kg。血液型A型。
特技は太極拳、カクテル作り（シェイカー振りなど）、ワインのコルク抜き。

## 出演作品

### テレビドラマ
- ドラマW / 大空港2013（2013年、WOWOW） - 添乗員
- リーガルハイ 第8話（2013年、フジテレビ） - 小物屋店員
- 木曜時代劇 / 鼠、江戸を疾る 第8話（2014年、NHK） - 長屋の女
- 信長協奏曲 第3話（2014年、フジテレビ） - 村娘
- エンタメ・ファクトリー / フィッシャーマンズ・ブルース 第一夜（2014年、テレビ朝日）
- 仮面ライダードライブ 第20話（2015年、テレビ朝日） - 西城究のファン
- 金曜ナイトドラマ / 家政夫のミタゾノ 第6話（2016年、テレビ朝日） - 騙される女
- ミステリースペシャル / 事件 第18作（2017年、テレビ朝日） - 裁判員
- 痛快TV スカッとジャパン（フジテレビ）
  - 第121回「上書きマウンティングママ」（2018年） - 浜村史子
  - 第245回「いとうあさこ 体験談」（2021年） - 井上
- 潤一 第1話（2019年、関西テレビ） - 太極拳教室の生徒
- 相棒（テレビ朝日）
  - season18 第3話（2019年） - バス会社社員
  - SEASON22 元日スペシャル（2024年） - 保護者
- 連続テレビ小説 / エール（2020年、NHK） - 女給
- 火曜ドラマ / この恋あたためますか 第6話（2020年、TBS） - スーパーのレジ係
- テッパチ! 第7話（2022年、フジテレビ） - 母親
- 木曜ドラマ / ハヤブサ消防団 第1、8、最終話（2023年、テレビ朝日） - 防災無線の声[5]
- 日曜ドラマ / 厨房のありす 第3話（2024年、日本テレビ） - 保護者

### 映画
- 海よりもまだ深く（2016年、ギャガ） - 宝くじ売り場の店員
- たたら侍（2017年、LDH PICTURES） - あや
- 奥様は、取り扱い注意（2019年、東宝） - 八百屋の客

### 舞台
- ベンジャミンの教室 - 若葉
- オスカーの教室 - 水嶋滴香
- ㈱デスゲーム工務店 - 月波

### イベント
- ドラッグストアショー